# 南本德 (內布拉斯加州)
南本德（英語：South Bend）是位於美國內布拉斯加州卡斯縣的村。

## 人口
根據2020年美國人口普查的數據，南本德的面積為0.35平方千米，皆為陸地。當地共有人口92人，而人口密度為每平方千米263人。